# Unterpurbach
Unterpurbach (oberfränkisch: Unde-boawich) ist ein Gemeindeteil der Großen Kreisstadt Kulmbach im Landkreis Kulmbach (Oberfranken, Bayern). Unterpurbach liegt in der Gemarkung Blaich.

## Geografie
Das ehemalige Dorf ist mittlerweile in dem Gemeindeteil Blaich als Ortsstraße Unterpurbach aufgegangen. Diese liegt im tief eingeschnittenen Tal des Purbachs, der etwas weiter südlich als rechter Zufluss in den Weißen Main mündet. Die Ortsstraße wird entlang des Purbaches als Gemeindeverbindungsstraße fortgeführt und verläuft nach Oberpurbach (1,3 km nördlich).

## Geschichte
Der Ort wurde 1407 als „Purbach“ erstmals urkundlich erwähnt. 1421 wurde in der Urkunde nachgetragen, dass es sich hier um „Niderpurbach“ handelt. Der dem Ortsnamen zugrundeliegende Gewässername verweist auf eine Burg. Von dieser sind allerdings keinerlei Überreste mehr vorhanden. In sämtlichen Belegen zu dem Ort gibt es dazu ebenfalls keinerlei Hinweise.
Unterpurbach gehörte zur Realgemeinde Blaich. Gegen Ende des 18. Jahrhunderts bestand Unterpurbach aus 10 Anwesen. Das Hochgericht übte das bayreuthische Stadtvogteiamt Kulmbach. Grundherren waren das Klosteramt Kulmbach (2 Söldengütlein, 1 Tropfhäuslein) und das Rittergut Kirchleus (5 Güter, 2 Gütlein).
Von 1797 bis 1810 unterstand der Ort dem Justiz- und Kammeramt Kulmbach. Mit dem Gemeindeedikt wurde Unterpurbach dem 1811 gebildeten Steuerdistrikt Kauerndorf und der 1812 gebildeten gleichnamigen Ruralgemeinde zugewiesen. 1818 erfolgte die Überweisung an die neu gebildete Ruralgemeinde Blaich. Am 1. Januar 1902 wurde Unterpurbach nach Kulmbach eingegliedert.

## Einwohnerentwicklung
| Jahr      | 001818 | 001861 | 001871 | 001885 | 001900 | 001925 | 001950 | 001961 | 001970 | 001987 |
| Einwohner | †      | 72     | 67     | 81     | 179    | *      | *      | *      | 227    | *      |
| Häuser    | †      |        |        | 10     | 16     | *      | *      | *      |        | *      |
| Quelle    | [ 7 ]  | [ 10 ] | [ 11 ] | [ 12 ] | [ 13 ] | [ 14 ] | [ 15 ] | [ 16 ] | [ 17 ] | [ 18 ] |

## Religion
Unterpurbach ist seit der Reformation evangelisch-lutherisch geprägt und nach St. Petrus (Kulmbach) gepfarrt.